# José Chalarca
José Chalarca Atehortúa (Manizales, 25 de abril de 1941– Bogotá, 29 de septiembre de 2015) fue un filósofo, escritor, pintor, ensayista y cuentista colombiano. Sus estudios los realizó en la Universidad de Caldas, graduándose en Letras y Filosofía. Sus ensayos publicados en diversos periódicos y revistas de Hispanoamérica son aproximaciones reflexivas a escritores como William Golding, Yukio Mishima y Marguerite Yourcenar. Sus cuentos abordan diversos temas, incluidas las costumbres de la región cafetera. En su último libro, titulado Las muertes de Caín, es fundamental su exploración en la cruda realidad urbana que padece Colombia. Fue especialista en temas de café y publicó una docena de libros sobre este tema.

## Publicaciones
Cuento
- Color de hormiga: relatos y cuentos, 1973
- El contador de cuentos, 1980
- Las muertes de Caín, 1993
  - Incluye los cuentos: "Las muertes de caín"; "El peso de la justicia"; "A que te cojo ladrón"; "El radio"; "La talanquera"; "La pela"; "Para eso es hombre"; "La carta"; "El gancho de nodriza"; "Lucero"; "Muñeca"; "El sello"; "Embriaguez"; "El zorro"; "Erótica"; "Academia literaria"; "El mudo"; "Con el alma en la boca"; "Juan Nube"
- Trilogio, 2001

Ensayo
- El oficio de preguntar: ensayos y notas, 1983
- Maguerite Yourcenar o la profundidad, 1987
- La escritura como pasión, 1996

Historia
- El café, 1974
- El café, cultivo e industria, 1976
- Historia fabulosa de una taza de café, 1980
- Federación Nacional de Cafeteros : qué es y qué hace, 1984
- El café en la vida de Colombia, 1987
- El café: relato ilustrado de una pasión, 1989
- Don Leo, 1991
- Jaime Restrepo Mejía, un caballero del café, 1997
- Vida y hechos del café en Colombia, 1998
- La caficultura en el Huila : historia y desarrollo, 2000
- Don Pedro Uribe Mejía: el liderazgo cafetero desde la provincia,2007
- La industria cafetera del Cauca, 272 años de historia, 2009

Literatura infantil
- Diario de una infancia, 1984
- Aventuras ilustradas del café, 1990

## Exposiciones
- Galería La Nacional de Seguros - Manizales, 1991
- Casa del Marqués de Valdehoyos - Cartagena, 1993
- Universidad INCA de Colombia - Bogotá, 1993
- Galería Distribuidora El Libro - Bogotá, 1993
- Fondo Cultural Cafetero, Bogotá, 1994
- Centro Colombo-Americano. Bogotá, 1995
- Instituto Caldense de Cultura, Manizales, 2001

- Datos: Q5856155